# Castell de Karlštejn

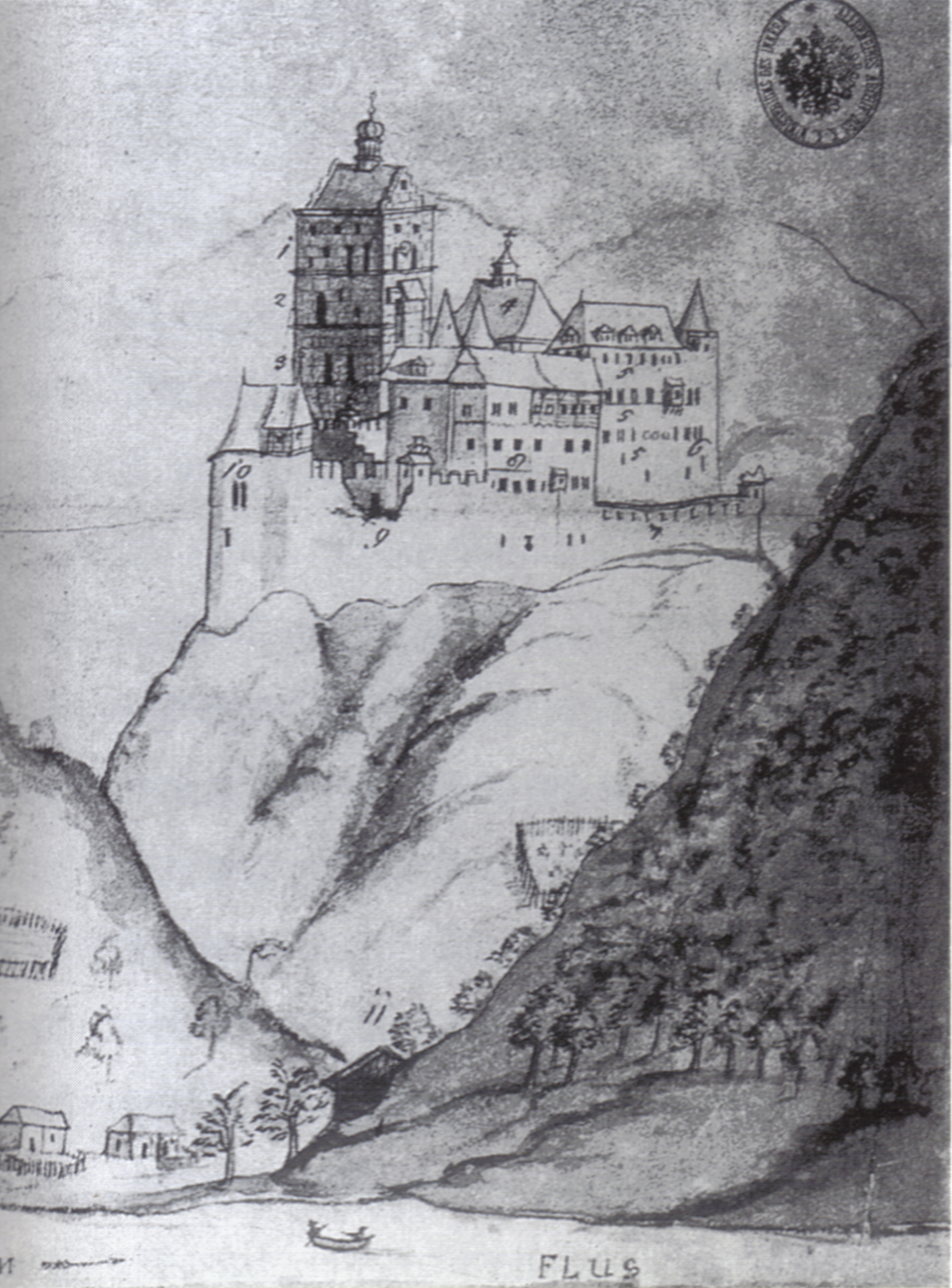
Vista del castell el 1720

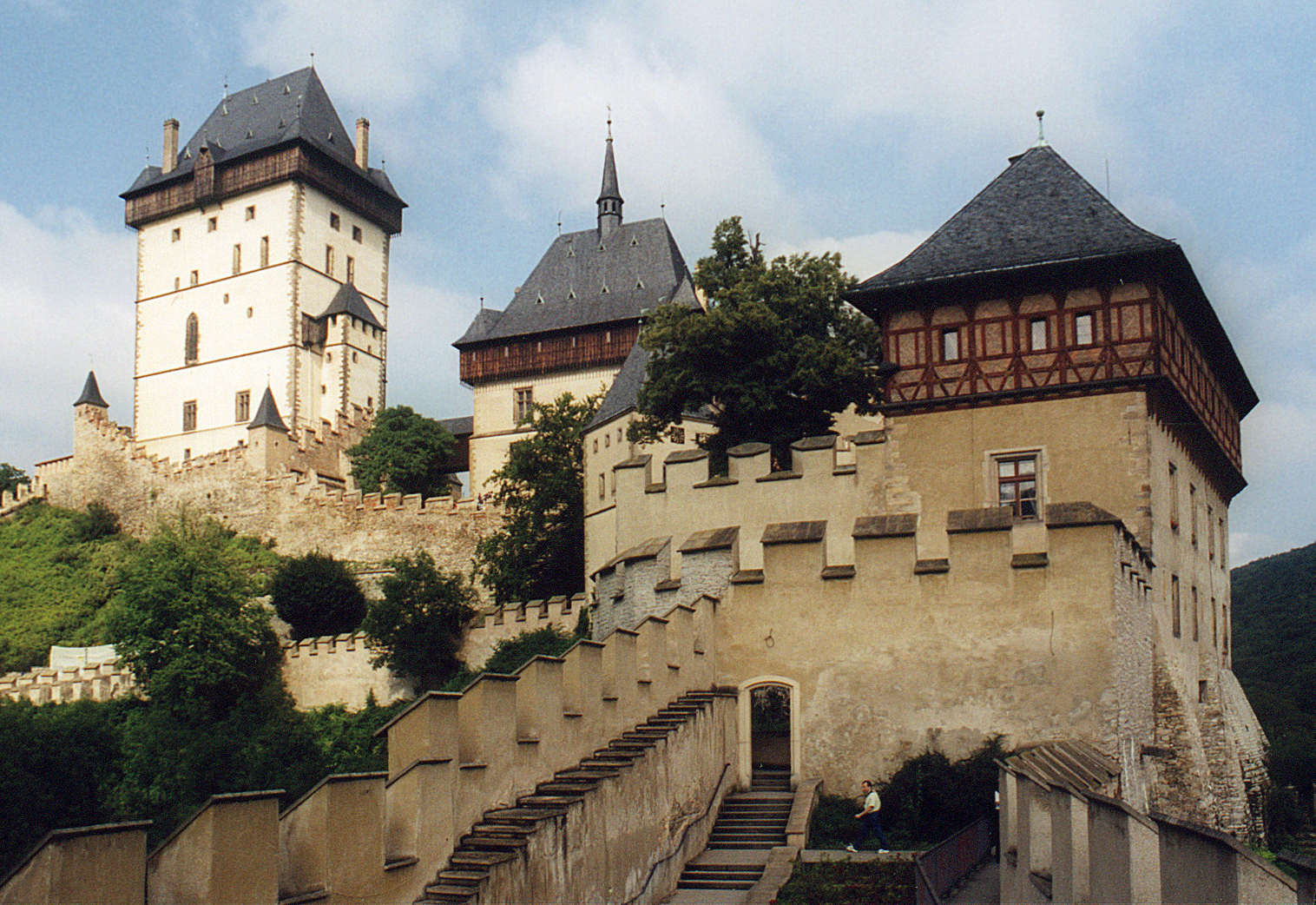
Vista del castell

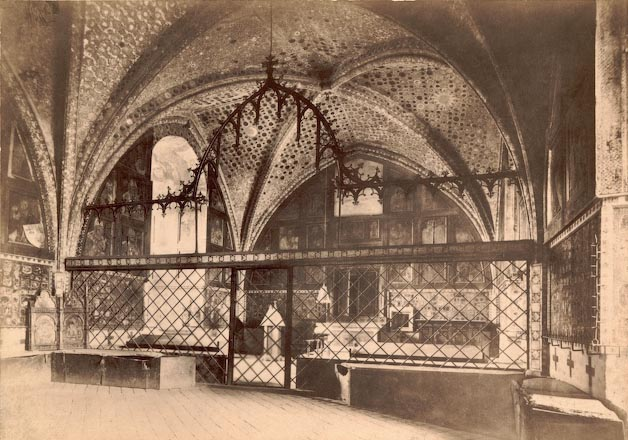
Capella el 1878

El Castell de Karlštejn (en alemany Karlstein) està situat a 30 km al sud-oest de Praga, a la República Txeca, al municipi homònim. Va ser fundat i construït el 1348 per Carles IV, quan fou elegit i coronat com a emperador del Sacre Imperi Romanogermànic i la construcció principal s'allargà de 1350 a 1421, per bé que es feren constants renovacions. El castell tenia com a motiu principal ser un lloc per a tenir ben guardades les joies reials i imperials.

## Història
Va ser creat com un dipositari de les insígnies del Sacre Imperi Romà i la vasta col·lecció de relíquies de Carles. Per a la construcció de les parets principals del castell es van necessitar deu anys i la construcció de la Capella de la Santa Creu es va acabar el 1365. Les parets exteriors havien de ser capaces de suportar els intents de conquesta, però durant les guerres hussites, les joies de la corona es van traslladar a Hongria via Nuremberg.
La primera prova de guerra per al castell va ser el 1422, quan el Grup dels hussites de Praga el van assetjar sense èxit. El 1480 s'hi van fer obres en estil gòtic tardà i set anys després va patir un incendi. A finals del segle xvi fou renovat i refortificat per ordre de l'emperador Rodolf II. La corona de Bohèmia i els tresors restants van ser portats als arxius a Praga el 1619. Un any més tard, la guarnició va lliurar el castell sense lluita a Ferran II i el 1648 va ser conquerit parcialment per les tropes sueques durant la Guerra dels Trenta Anys, per bé que mai van poder conquerir la torre principal. A mitjans del segle xix l'emperador Francesc II i el seu fill Ferran van restaurar i renovar el castell i el van treure de l'ostracisme de què havia estat fins llavors.

## Descripció
El castell, després de les modificacions que ha sofert durant el temps i de la restauració que va durar des de 1887 fins a 1899 a partir dels disseny de l'arquitecte Friedrich von Schmidt, apareix en un estat de molt bona conservació i de fortalesa impressionant.
Les parts individuals del castell es troben en diferents alçades: El Lloc de referència del castell és la gran torre, la disposició dels murs és de 25 i 17 metres de llarg. La paret és de quatre peus de gruix. En aquesta torre s'hi troba la monumental Capella de la Santa Creu. El sostre de la capella gòtica és del pintor de la cort de Carles IV, el Mestre Teodoric. Les pintures són un "exèrcit celestial", ja que representen retrats de més d'un centenar de sants. La segona part és la torre de Santa Maria i finalment queda el palau reial de Carles IV com a recinte més baix, al qual encara s'hi haurien d'afegir altres edificis annexos com les cavalleries i la torre del rellotge.
A la resta d'estances encara es poden veure multitud d'elements originaris del castell, sobretot pel que fa a pintures murals, decoracions heràldiques i algun element de mobiliari.
El castell no té deus naturals. Els miners de Kutná Hora van excavar un pou de 80 peus, però no van trobar aigua. Com a resultat, el subministrament d'aigua es fa a través d'un rierol proper que anava a una cisterna. Aquesta debilitat en el cas d'un setge es va mantenir en secret.